# 기쿠가와정 (시즈오카현)
기쿠가와정(일본어: 菊川町)은 일본 시즈오카현 오가사군에 속했던 정이다.
2005년 1월 16일, 오가사정과 합병해 기쿠가와시가 성립하였다. 기후는 대체로 온난하고, 후카무시차의 산지로서 알려져 있다.

## 지리
시즈오카현의 엔슈 동부에 위치한다. 행정상의 구분은 시즈오카현 서부 지방에 편입되는 경우가 많다.

## 역사
- 1954년 -  호리노우치정, 우치다촌, 요코치촌, 로쿠고촌, 가모촌의 1정 4촌이 합병해 기쿠가와정이 성립하였다.
- 1955년 - 가와시로촌을 편입하였다.
- 1957년 - 오가사정의 일부를 편입하였다.
- 2005년 - 기쿠가와정과 오가사정이 합병해 기쿠가와시가 성립하여. 동일 기쿠가와정은 폐지되었다. 합병 후 인구는 약 4만7000명. 두 마을에 같은 '다나구사' 지구가 존재하고 있었기 때문에 합병에 수반해 기쿠가와정과 다나구사 지구(1957년에 오가사쵸에서 편입한 지역)를 '마키노하라'로 명칭을 변경하였다.

## 교육
- 기쿠가와정립 호리노우치초등학교
- 기쿠가와정립 로쿠고 초등학교
- 기쿠가와정립 가모초등학교
- 기쿠가와정립 우치다 초등학교
- 기쿠가와정립 요코치 초등학교
- 기쿠가와정립 가와조 초등학교
- 조합립 마키노하라 초등학교

### 중학교
- 기쿠가와정립 기쿠가와니시중학교
- 기쿠가와정립 기쿠가와히가시중학교
- 조합립 마키노하라 중학교
- 도코바학원 기쿠가와 중학교

### 고등학교
- 시즈오카 현립 오가사 고등학교
- 도코바가쿠엔 기쿠카와 고등학교

### 대학
- 도코바가쿠엔 대학 기쿠가와 캠퍼스

### 그외
- 시즈오카현립 후쿠로이 양호학교 동원분 교실

## 시설
- 교리쓰키쿠가와 종합병원
- 기쿠카와 경찰서
- 오가사와 지구 소방본부
- 기쿠가와마치립 도서관
- 기쿠가와 문화회관 아엘
- 기쿠스이 영화 극장 - 영화관
- 호리노우치극장 - 영화관

## 교통

### 철도
- 도카이 여객철도 도카이도 본선

### 도로
- 도메이 고속도로
- 국도 제473호선